# Dysstroma corussaria
Dysstroma corussaria là một loài bướm đêm trong họ Geometridae.